# Дора Бодоньї
Анна Пулавська (угор. Dóra Bodonyi, 7 листопада 1993) — угорська веслувальниця, олімпійська чемпіонка та бронзова призерка Олімпійських ігор 2020 року, багаторазова чемпіонка світу та Європи.

## Виступи на Олімпіадах
| Олімпіада  | Дисципліна                    | Місце |
| ---------- | ----------------------------- | ----- |
| Токіо 2020 | байдарка-двійка, 500 метрів   | 3     |
| Токіо 2020 | байдарка-четвірка, 500 метрів | 1     |